# Hervin Ongenda
Hervin Ongenda (Párizs, 1995. június 14. –) francia utánpótlás válogatott labdarúgó, a ciprusi Apóllon Lemeszú játékosa.

## Pályafutása
Ongenda a felnőttek között az Arras elleni Francia kupa mérkőzésen mutatkozott be a felnőttek között 2013. január 6-án. 2013. augusztus 3-án játszott a Girondins Bordeaux elleni Francia szuperkupa mérkőzésen, Javier Pastore helyére állt be a 73. perben, majd nyolc perc múlva egyenlítő gólt szerzett.
A Ligue 1-ben 2013. augusztus 9-én debütált a Montpellier HSC ellen. A 2014-2015-ös szezont kölcsönben a SC Bastia csapatánál töltötte.

## Sikerei, díjai
- - Ligue 1: 2013–14, 2015–16
  - Francia kupa: 2015–16
  - Francia ligakupa: 2013–14, 2015–16
  - Francia szuperkupa: 2013, 2014, 2015, 2016